# 우쓰화이
우쓰화이(중국어 정체자: 吳斯懷, 병음: Wú Sīhuái, 1951년 12월 15일 ~ )는 타이완의 정치인이자 육군 중장이다. 2020년 지려대표의 입법위원으로 당선된다.